# Frappuccino
Frappuccino là một dòng đồ uống cà phê pha trộn do Starbucks sáng tạo và kinh doanh. Thành phần chính của món này gồm có cà phê hoặc kem sữa, trộn với đá và các loại si-rô, có thể thêm whipped cream và một số gia vị khác. Ngoài các cửa hàng của Starbucks, frappuccino cũng được bán dạng đóng chai tại các tạp hóa, siêu thị.

## Lịch sử
Frappuccino là từ ghép của "frappe" và "cappuccino". Frappe (gốc tiếng Pháp: lait frappé) là cách gọi của vùng New England, Mỹ cho món sữa lắc đặc trộn với kem, còn "cappuccino" là một loại cà phê espresso pha sữa đánh bọt.
Frappuccino được Andrew Frank, một nhân viên cửa hàng cà phê có tên Coffee Connection, sáng tạo ra. Tên gọi, bản quyền và việc kinh doanh đều thuộc cửa hàng này. Sau khi Starbucks mua lại cửa hàng năm 1994, họ được kế thừa dòng sản phẩm này. Năm 1995, Starbucks thay đổi công thức và ra mắt Frappuccino dưới quyền quản lý của mình. Ước tính tới năm 2012, doanh thu thường niên của Frappuccino là khoảng hơn 2 tỉ USD.

## Thành phần
Thành phần chính của món này gồm có cà phê, đá xay, chất nhũ hóa (ví dụ như xanthan gum - một loại hợp chất làm đặc có nguồn gốc từ đường lên men), sữa, đường, si-rô, whipped cream. Ngoài ra tùy theo từng hương vị, người ta có thể bổ sung thêm các nguyên liệu và phụ gia khác như hoa quả, vani, socola, matcha, các loại hạt, ngũ cốc.